# 石化林國家公園

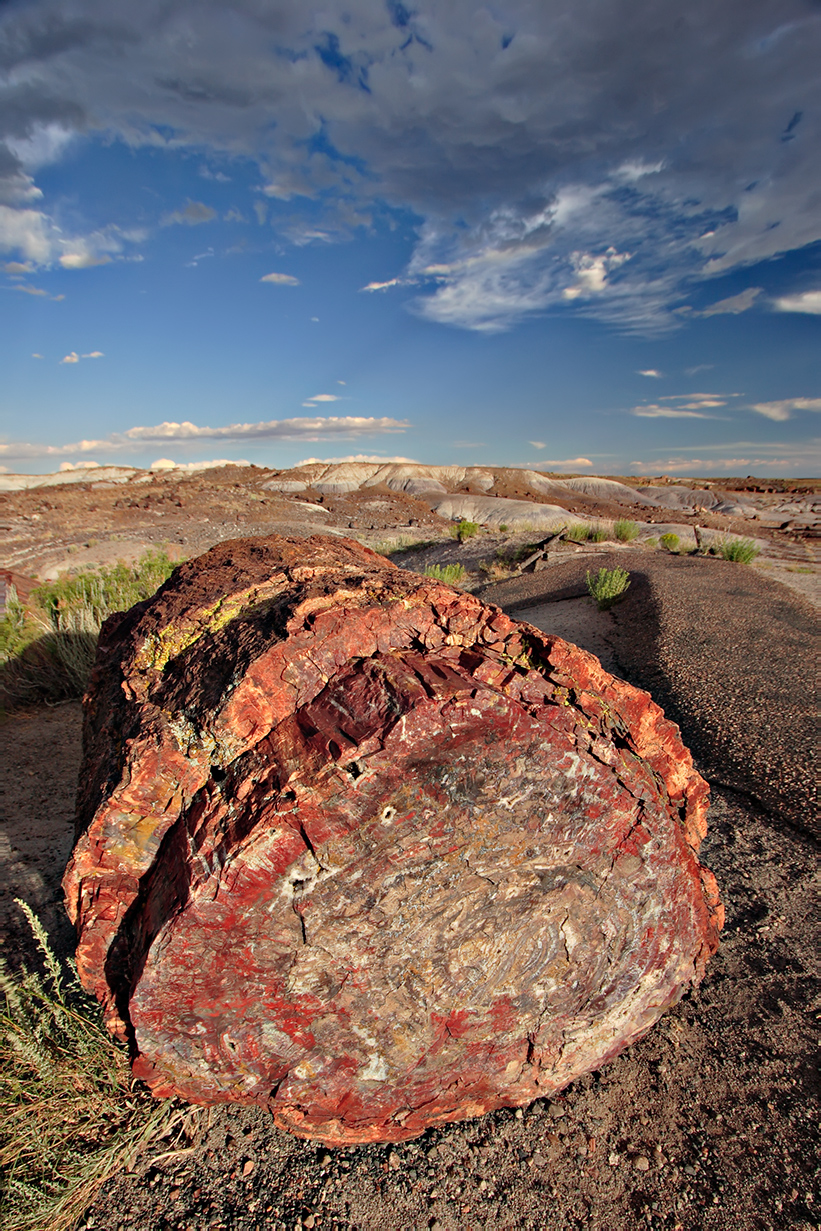
石化林國家公園的矽化木

石化林國家公園（英語：Petrified Forest National Park）為美國一座國家公園，位於亞利桑納州的北部。是世界上最大的矽化木森林，大部份是南洋杉科南洋杉型木屬的南洋杉型木（Araucarioxylon arizonicum）。這些樹木曾生存於三疊紀晚期。這個國家公園成立於1962年。其前身是成立於1906年的國家紀念區。
石化林國家公園可以分成兩大部分，由一條南北向的通道來連接，而中間剛好被州際公路40號貫穿。公園內的特色除了化石木以外還有成為"彩繪沙漠"的惡地景觀和早期印地安人的遺址。北區包括了顏色多變的侏儸紀早期的秦里層（Chinle Formation），如同彩繪沙漠一般。南區則包括了鮮豔的岩層與幾個矽化木的聚集地，有幾個印第安人的岩石畫也在南區被發現。在國家公園南部的末端有一間瑪瑙屋，這是一間由矽化木所構成的美國天然的建築，曾經在1930年代被重建。這個公園每年約有60萬人次的遊客造訪。